# Pultenaea canaliculata
Pultenaea canaliculata är en ärtväxtart som beskrevs av Ferdinand von Mueller. Pultenaea canaliculata ingår i släktet Pultenaea och familjen ärtväxter.

## Underarter
Arten delas in i följande underarter:
- P. c. canaliculata
- P. c. latifolia